# Typhlonectes compressicauda
Espèce
Synonymes
- Coecilia compressicauda Duméril & Bibron, 1841
- Typhlonectes anguillaformis Taylor, 1968
- Typhlonectes obesus Taylor, 1968
- Nectocaecilia ladigesi Taylor, 1968
- Typhlonectes cunhai Cascon, Lima-Verde & Benevides Marques, 1991

Statut de conservation UICN

 LC  : Préoccupation mineure
Typhlonectes compressicauda est une espèce de gymnophiones de la famille des Typhlonectidae.

## Répartition
Cette espèce se rencontre jusqu'à 200 m d'altitude dans le bassin amazonien :
- au Brésil ;
- en Guyane ;
- au Guyana ;
- au Venezuela ;
- en Colombie ;
- au Pérou.

Sa présence est incertaine au Suriname et en Bolivie.

## Publication originale
- Duméril & Bibron, 1841 : Erpétologie générale ou Histoire naturelle complète des reptiles. vol. 8, p. 1-792 (texte intégral).